# Trine Torp
Trine Schøning Torp (født 18. februar 1970) er en dansk politiker og tidligere medlem af Folketinget for SF.
Torp er uddannet cand.psyk i 2000 fra Københavns Universitet og ansat som lektor på Professionshøjskolen Metropol, Institut for Samfundsfaglig og Pædagogisk Efter- og videreuddannelse. Hun har tidligere
arbejdet otte år som psykolog med udsatte børn, unge og familier i bl.a. tidligere Karlebo Kommune og Hundested Kommune. Hun var medlem af Folketinget fra 2015 til 2022 for SF.
Ved folketingsvalget 2015 opnåede hun 2.494 personlige stemmer, hvilket var nok til et tillægsmandat i Nordsjællands Storkreds. Hun har været indvalgt i byrådet i Halsnæs Kommune fra 2009-2015.